# Iridopsis acieifera
Iridopsis acieifera là một loài bướm đêm trong họ Geometridae.